# Wolverhampton
Wolverhampton [ˌwʊlvərˈhæmptən] ⓘ ist eine Großstadt im Vereinigten Königreich Großbritannien und Nordirland und gleichzeitig ein Metropolitan Borough mit dem Status einer City im englischen Metropolitan County West Midlands innerhalb der gleichnamigen Region. Im Jahr 2018 hatte die Stadt 262.008 Einwohner, womit sie die dreizehntgrößte Englands ist.

## Geographie

### Geographische Lage
Wolverhampton ist die zweitgrößte Stadt der Konurbation West Midlands und liegt knapp 20 km nordwestlich der Millionenstadt Birmingham. Nördlich und westlich von Wolverhampton schließen sich die Landschaften von Staffordshire und Shropshire an.

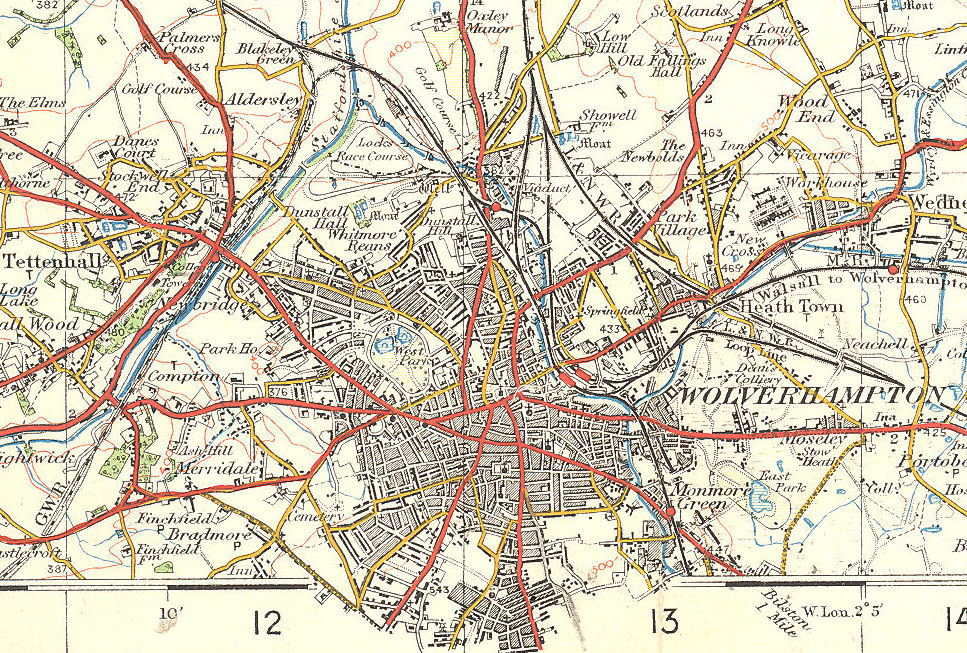
Karte von 1921

Der Siedlungsraum zwischen Birmingham und dem Stadtzentrum Wolverhamptons wird, durch seine historische Prägung durch den Kohlebergbau, als Black Country bezeichnet. Von Wolverhampton werden meist jedoch nur die südöstlichen Teile des Metropolitan Borough wie Bilston und Heath Town dazugezählt. Eine einheitliche Abgrenzung existiert aber nicht.
Die Stadt befindet sich auf dem sogenannten Midlands Plateau auf etwa 120 m ASL. Im Stadtgebiet Wolverhamptons entspringen mehrere Flüsse: Der River Penk und der River Tame sind Zuflüsse des River Trent, und der Smestow Brook ist ein Zufluss des Stour, der wiederum in den Severn mündet. Da der River Trent über den Humber in die Nordsee und der Severn in den offenen Atlantik mündet, befindet sich Wolverhampton exakt auf der Hauptwasserscheide Großbritanniens.

### Geologie
Die Geologie des Gebietes ist sehr komplex. Es existiert eine Kombination aus Gesteinsschichten des Trias- sowie des Karbonzeitalters. Im Speziellen sind dies Buntsandstein, Keuper und Kohleflöze. Außerdem ist sogar Dolerit-Gestein vulkanischen Ursprungs zu finden.

## Geschichte

### Frühgeschichte
Eine Legende besagt, dass der Angelsachsen-König Wulfhere an der Stelle des heutigen Wolverhampton im Jahre 659 ein der Heiligen Maria geweihtes Kloster gegründet hat. Stichhaltige Beweise konnten hierfür bislang jedoch nicht erbracht werden.
Wolverhampton gilt als der Ort der Schlacht von Tettenhall, einer bedeutenden Auseinandersetzung zwischen den Angelsachsen und den Dänen im Jahre 910. Es herrscht jedoch Unklarheit darüber, ob sich die Schlacht bei Wednesfield oder bei Tettenhall (beides heutige Stadtteile Wolverhamptons) abspielte. Die Angelsachsen errangen einen entscheidenden Sieg über die Wikinger. An das Feld von Woden (Altenglisch für Odin) wird immer noch durch zahlreiche Namen in Wednesfield erinnert

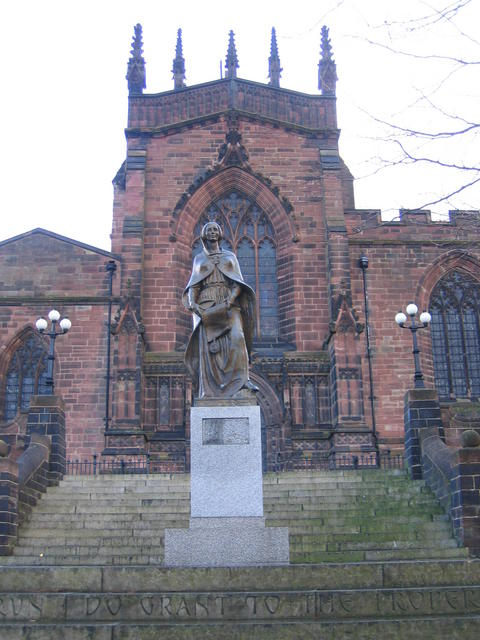
Statue von Wulfrun vor der St. Peter’s Collegiate Church in Wolverhampton

Im Jahre 985 übertrug der angelsächsische König Æthelred der reichen Landbesitzerin Wulfrun Landgüter an einem Ort, der urkundlich als Heantun bezeichnet wurde. Sie gründete 994 in Wolverhampton ein Kloster, dem sie weitere Ländereien übertrug. An der Stelle des Klosters steht heute die St. Peter’s Collegiate Church. Auf dem Vorplatz der Kirche wurde zu Ehren von Wulfrun eine Statue errichtet.
1179 wird erstmals ein Markt in Wolverhampton erwähnt. Marktrechte für einen mittwochs stattfindenden Markt wurden der Stadt jedoch erst 1258 durch König Heinrich III. zugeteilt. Im 14. und 15. Jahrhundert konnte eine wichtige Rolle der Stadt im frühen Textilhandel nachgewiesen werden, woran auch heute noch das ein Stoffbündel beinhaltende Wappen der Stadt erinnert.
Im Jahre 1512 gründete der frühere Lord Mayor of London Stephen Jenyns die Wolverhampton Grammar School, eine der ältesten noch bestehenden Schulen Großbritanniens.
Im April 1590 sowie im September 1696 kam es zu großen Stadtbränden. Durch das erste, fünf Tage andauernde Feuer wurden etwa 700 Menschen obdachlos. Der zweite Brand zerstörte 60 Häuser und erstreckte sich über fünf Stunden. 1703 wurde ein Löschwagen zur Brandbekämpfung beschafft.
1606 wurden die Farmbesitzer Thomas Smart und John Holyhead durch Hängen, Ausweiden und Vierteilen hingerichtet, da sie einige der Verschwörer des Gunpowder Plots bei sich beherbergt hatten, die zuvor in die West Midlands geflohen waren. Tage später wurden auch die Verschwörer um Guy Fawkes selbst exekutiert.

### 19. Jahrhundert

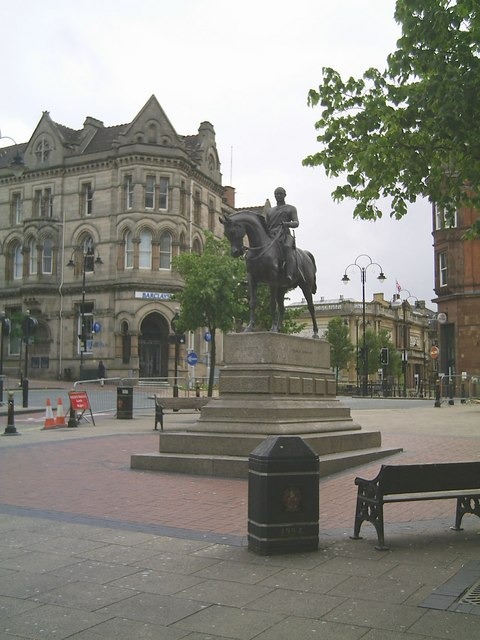
Statue von Albert von Sachsen-Coburg und Gotha am Queen Square in Wolverhampton

Während des Viktorianischen Zeitalters prosperierte die Stadt aufgrund ihrer blühenden Industrie, was durch die Existenz von Rohstoffen wie Kohle und Eisen begünstigt wurde. Viele in dieser Zeit erbauten Gebäude wurden durch Neubauten aus den 1960er und 1970er Jahren ersetzt.
Im 19. Jahrhundert kam es durch Missernten zu größeren Zuwanderungsströmen aus Irland und Wales.
Erstmals wurde die Stadt im Zuge des Reform Act 1832 parlamentarisch vertreten. Damals war Wolverhampton eine von 22 Städten, denen jeweils zwei Members of Parliament zugestanden wurden. Gemäß dem Municipal Corporations Act 1835 wurde die Stadt 1848 in einem municipal borough zusammengefasst, bevor sie 1889 zu einem County Borough erhoben wurde.
Im Jahre 1866 wurde eine Statue zu Ehren von Albert von Sachsen-Coburg und Gotha errichtet, bei deren Enthüllung dessen Cousine und Ehegattin Königin Victoria, die Großmutter des deutschen Kaisers Wilhelm II., zugegen war. Es war der erste öffentliche Auftritt der Königin seit dem Tod ihres Mannes 1861. Sie war über die Statue dermaßen erfreut, dass sie den damaligen Bürgermeister John Morris zum Ritter schlug. In Erinnerung an diesen bedeutsamen Besuch wurde der vormals High Green genannte Marktplatz in Queen Square umbenannt. Die Statue ersetzte eine russische Kanone, die 1855 in Sewastopol während des Krimkrieges erbeutet wurde und an derselben Stelle aufgestellt war.
1837 erhielt die Stadt einen ersten Bahnanschluss. Der erste Bahnhof wurde im heutigen Stadtteil Heath Town von Grand Junction Railway errichtet.

### 20. Jahrhundert
Das Gebäude des 1852 an heutiger Stelle errichteten Bahnhofs wurde 1965 abgerissen und durch einen Neubau ersetzt. Ein zweiter, von der Great Western Railway betriebener Bahnhof, wurde 1855 errichtet. 1972 wurde der Personenverkehr und 1981 sämtlicher Verkehr an dieser Station eingestellt. Anfang der 2010er Jahre wurde der Bahnhof restauriert. Erste Oberleitungsbusse wurden 1923 eingesetzt, und 1930 besaß die Stadt für kurze Zeit das größte O-Bus-System weltweit. Die Einstellung des O-Bus-Verkehrs erfolgte im Jahr 1967.

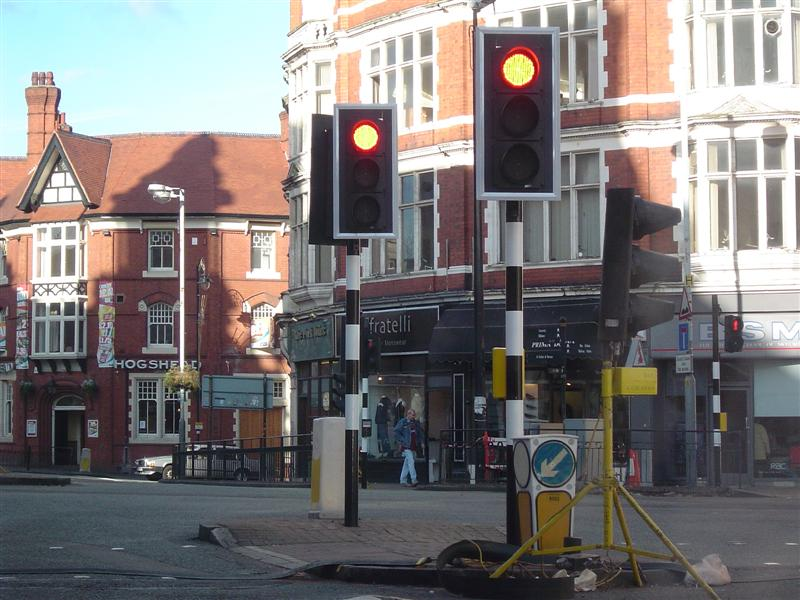
Ampeln am Princes Square

Am Princes Square wurden 1927 die ersten automatischen Ampelanlagen Englands installiert. Die Masten der heutigen Anlagen wurden als Erinnerung daran mit der originalen Lackierung versehen.
Zur Zeit des Ersten Weltkriegs hatte Wolverhampton eine Gliederung des Johanniterordens.
Für besonderes Aufsehen sorgte die Kommunalpolitik Wolverhamptons, als der konservative Abgeordnete Enoch Powell in seiner „Ströme von Blut“-Rede vor einer Überfremdung durch Zuwanderung aus dem Commonwealth nach Großbritannien warnte. Als Konsequenz wurde Enoch 1968 aus dem Schattenkabinett von Edward Heath entlassen. Tatsächlich siedelte in den 1950er und 1960er Jahren eine größere Anzahl an Immigranten in verschiedenen Stadtbezirken Wolverhamptons. Als Folge kam es in den Jahren 1981, 1985 und 1989 immer wieder zu rassistisch motivierten Unruhen.
Im Zuge einer Verwaltungsreform wurde die Stadt 1974 zu einem Metropolitan Borough ernannt. Am 18. Dezember 2000 erklärte die britische Regierung, der Stadt Wolverhampton den Titel einer City zu übertragen. Frühere Anträge auf diesen Titel wurden 1953, 1966, 1977, 1985 und 1992 stets abgelehnt. 2002 wurde auch der Antrag auf einen Lord Mayor abgewiesen.
Viele Gebäude der Stadt wurden im frühen 20. Jahrhundert oder davor errichtet. Die ältesten Bauten sind die St Peter’s Church aus dem 13. Jahrhundert. sowie ein Fachwerkbau in der Victoria Street aus dem 17. Jahrhundert. Ursprünglich als privates Wohnhaus genutzt, wurde das Gebäude später zu einem Gasthof umgebaut. Nach einer Grundrenovierung 1981 diente der Bau verschiedenen Zwecken, aktuell ist ein Second-Hand-Shop darin untergebracht.
In den 1960er Jahren entstanden Pläne zum Bau einer Ringstraße, die die Innenstadt umschließen sollte. Ende des Jahrzehnts war bereits mehr als die Hälfte des Rings fertiggestellt. Der Ringschluss erfolgte jedoch erst 1986.
In den 1960er Jahren wurde im südlichen Stadtzentrum eine Polizeistation errichtet, deren Funktionen mit dem Bau einer neuen Station in den frühen 1990ern jedoch verringert wurden. Die neue Station wurde am 31. Juli 1992 von Prinzessin Diana eröffnet.

### Einwohnerentwicklung
Die nachfolgenden Tabellen stellen die Bevölkerungsentwicklung Wolverhamptons dar. Die erste Tabelle umfasst dabei das historisch gewachsene Wolverhampton, die zweite Tabelle umfasst das derzeit vom Wolverhampton City Council verwaltete Gebiet.
| Historische Bevölkerungszahlen Wolverhamptons                                                                                        |        |        |         |         |         |         |         |         |         |         |         |
| Jahr | 1750   | 1801   | 1811    | 1821    | 1831    | 1841    | 1851    | 1861    | 1871    | 1881    | 1891    |
| Einwohner | 7.454  | 20.710 | 29.253  | 35.816  | 46.937  | 68.426  | 90.301  | 111.033 | 68.291  | 75.766  | 82.662  |
| |        |        |         |         |         |         |         |         |         |         |         |
| Jahr | 1901   | 1911   | 1921    | 1931    | 1939    | 1951    | 1961    | 1971    | 1981    | 1991    | 2001    |
| Einwohner | 94.107 | 95.328 | 102.342 | 133.212 | 143.213 | 162.172 | 150.825 | 269.168 | 265.631 | 257.943 | 251.462 |
| Issac Taylor’s Map 1750 • Township 1801–1881 • Urban Sanitary District 1891 • County Borough 1901–1971 • Urban Subdivision 1981–2001 |        |        |         |         |         |         |         |         |         |         |         |

| Bevölkerungsentwicklung des derzeit vom Wolverhampton City Council verwalteten Gebiet |         |         |         |         |         |         |         |         |         |         |         |
| Jahr                                                                                  | 1750    | 1801    | 1811    | 1821    | 1831    | 1841    | 1851    | 1861    | 1871    | 1881    | 1891    |
| Einwohner                                                                             | k. A.   | 11.786  | 15.597  | 19.012  | 23.067  | 54.365  | 70.112  | 87.254  | 104.395 | 121.537 | 130.868 |
|                                                                                       |         |         |         |         |         |         |         |         |         |         |         |
| Jahr                                                                                  | 1901    | 1911    | 1921    | 1931    | 1939    | 1951    | 1961    | 1971    | 1981    | 1991    | 2001    |
| Einwohner                                                                             | 145.645 | 162.098 | 178.068 | 195.621 | 214.359 | 234.893 | 251.435 | 269.166 | 252.474 | 248.454 | 236.573 |
| Quelle: Vision of Britain                                                             |         |         |         |         |         |         |         |         |         |         |         |

## Religionen
| Religionen in Wolverhampton            | Religionen in Wolverhampton | Religionen in Wolverhampton | Religionen in Wolverhampton | Religionen in Wolverhampton |
| -------------------------------------- | --------------------------- | --------------------------- | --------------------------- | --------------------------- |
| Volkszählung 2001                      | Wolverhampton (Stadtgebiet) | Wolverhampton (Borough)     | West Midlands               | England                     |
| Gesamtbevölkerung                      | 251.462                     | 236.582                     | 2.284.093                   | 49.138.831                  |
|                                        |                             |                             |                             |                             |
| Christentum                            | 67,4 %                      | 66,5 %                      | 67,0 %                      | 71,7 %                      |
| Sikhismus                              | 7,2 %                       | 7,6 %                       | 3,4 %                       | 0,6 %                       |
| Hinduismus                             | 3,7 %                       | 3,9 %                       | 1,8 %                       | 1,1 %                       |
| Islam                                  | 1,6 %                       | 1,7 %                       | 7,9 %                       | 3,0 %                       |
| keine Religion                         | 11,3 %                      | 11,3 %                      | 11,5 %                      | 14,8 %                      |
| keine Angabe                           | 8,2 %                       | 8,4 %                       | 7,8 %                       | 7,7 %                       |
| Quelle: Office for National Statistics |                             |                             |                             |                             |

## Politik

### Stadtrat
- Greens: 0
- Labour: 45
- LibDem: 0
- Cons.: 11
- Reform: 1
- Unabh.: 3
- Sonst.: 0

Nächste Wahl: 7. Mai 2026

### Wappen
Am 31. Dezember 1898 wurde das Stadtwappen anlässlich des 50. Jahrestages der Gründung des City Council genehmigt. Seit 1848 war ein anderes Wappen in Gebrauch, welches jedoch nie offiziell beglaubigt wurde.
Die verschiedenen Symbole im Wappen repräsentieren die Geschichte Wolverhamptons. Das Buch symbolisiert die Bildungsgeschichte der Stadt, das Wollknäuel symbolisiert den mittelalterlichen Wollehandel, die Säule bildet die Säule nach, die im Kirchhof der St. Peter’s Collegiate Church ausgestellt ist, und die Schlüssel symbolisieren die Kirche selbst. Das Vorhängeschloss symbolisiert eine der wichtigen Industrien im späten 19. Jahrhundert: Der Herstellung von Schlössern. Der Kohleofen verdeutlicht die Bedeutung der Stahlindustrie in der Region. Das Kreuz wird Angelsachsen-König Edgar zugeschrieben.
Das Motto auf dem Wappen lautet: 'Out of Darkness Cometh Light'.

### Städtepartnerschaften
Wolverhampton unterhält Städtepartnerschaften mit
- Buffalo, Vereinigte Staaten
- Jacksonville, Vereinigte Staaten
- Jalandhar, Indien
- Klagenfurt, Österreich
- Subotica, Serbien
- Venedig, Italien

## Kultur und Sehenswürdigkeiten

### Theater, Hochschule und Museen

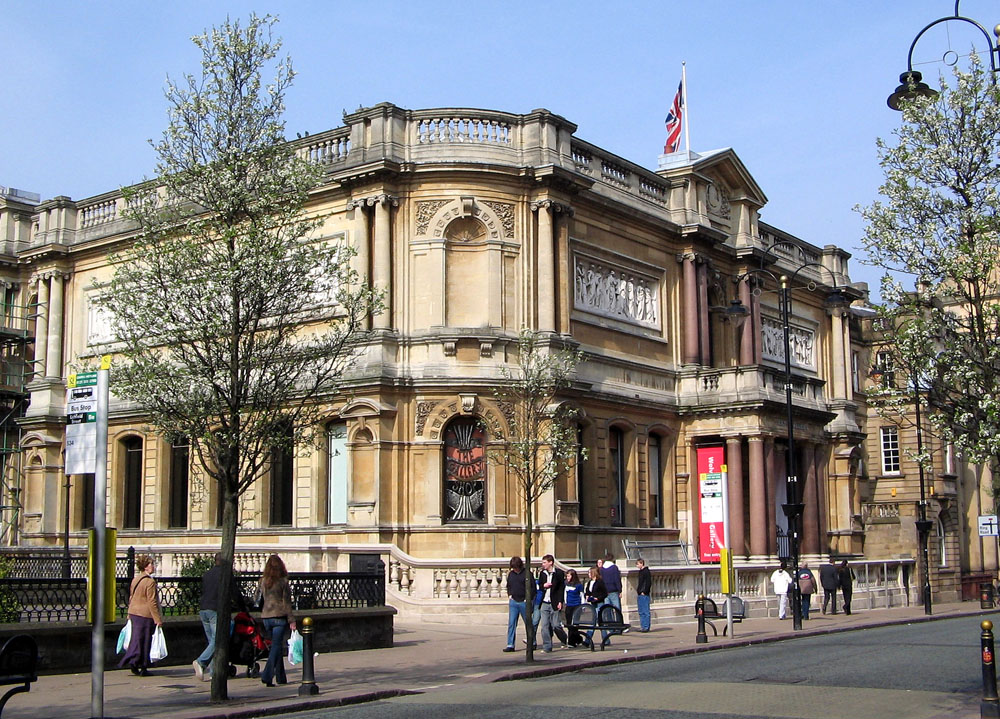
Wolverhampton Art Gallery

Das am 10. Dezember 1894 eröffnete Grand Theatre ist Wolverhamptons größtes Theater. Es wurde vom Architekten Charles J. Phipps entworfen und innerhalb von sechs Monaten erbaut. Unter anderem traten dort Henry Irving, Charles Chaplin und Sean Connery auf. Außerdem wurde es für Auftritte von Politikern wie von Winston Churchill und David Lloyd George genutzt. Zwischen 1980 und 1982 war das Theater geschlossen.
Das Arena Theatre ist ein Teil der University of Wolverhampton (sinngemäße deutsche Übersetzung Hochschule Wolverhampton) und ist die Aufführungsstätte zahlreicher Darbietungen, sowohl im Amateurbereich als auch im professionellen Bereich.
Die Wolverhampton Art Gallery beherbergt Englands größte Sammlung von Pop Art außerhalb der Tate Gallery. Im Bantock House innerhalb des gleichnamigen Parks werden regelmäßig Ausstellungen zeitgenössischer Kunst veranstaltet.

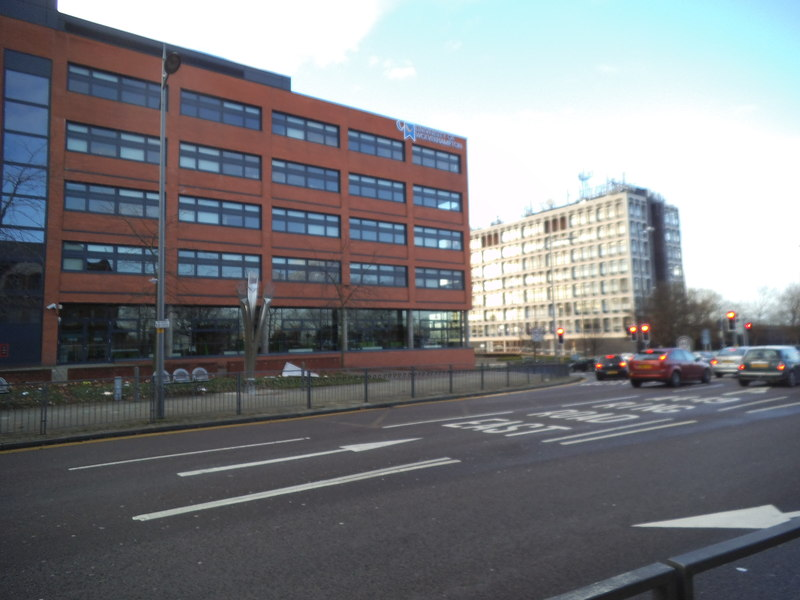
Hochschule Wolverhampton

Die Hochschule Wolverhampton ist der Hauptanbieter höherer Bildung in Wolverhampton. Die Hochschule hat aktuell mehr als 23 000 Studenten. Ihre Vorgeschichte kann von 1835, als das Mechanikerinstitut Wolverhampton gegründet wurde,  über die Technikerschule Wolverhampton und Staffordshire (1935) zur Technischen Hochschule Wolverhampton (1969) und schließlich zur heutigen Hochschule Wolverhampton, die den Universitätsstatus 1992 erhielt, verfolgt werden.
Der Haupthochschulcampus ist in der Stadtmitte, andere sind in Compton und in den nahegelegenen Städten Walsall und Telford.

### Musik
Die Musikgruppen Slade, Sahotas, Cornershop, The Mighty Lemon Drops und Babylon Zoo stammen aus Wolverhampton, ebenso wie der Soul- und R&B-Sänger Beverley Knight und der Drum-and-Bass-Guru Goldie sowie der Roots-Reggae-Künstler Macka B. Die Pop- und Contemporary-R&B-Sängerin Jamelia lebt mit ihrer Familie in Wolverhampton. Auch der Sänger von One Direction Liam Payne wurde in Wolverhampton geboren.
Mehrere Einrichtungen sind für Großveranstaltungen geeignet. Im Molineux Stadium etwa fand 2003 ein Konzert von Bon Jovi statt. Der größte überdachte Veranstaltungsort ist die Wolverhampton Civic Hall mit einer Kapazität von 3.000 Zuschauerplätzen. Eine weitere Halle ist die Wulfrun Hall, die gut 1.100 Personen fasst. Zudem existieren eine Reihe kleinerer Lokalitäten für Musikdarbietungen. Darunter fällt auch die im 18. Jahrhundert erbaute Kirche St John’s-in-the-Square, die beliebt für die Austragung klassischer Konzerte ist.
Die beiden wichtigsten Chöre der Stadt sind der City of Wolverhampton Choir und der Chor der St. Peter’s Collegiate Church.

### Bauwerke

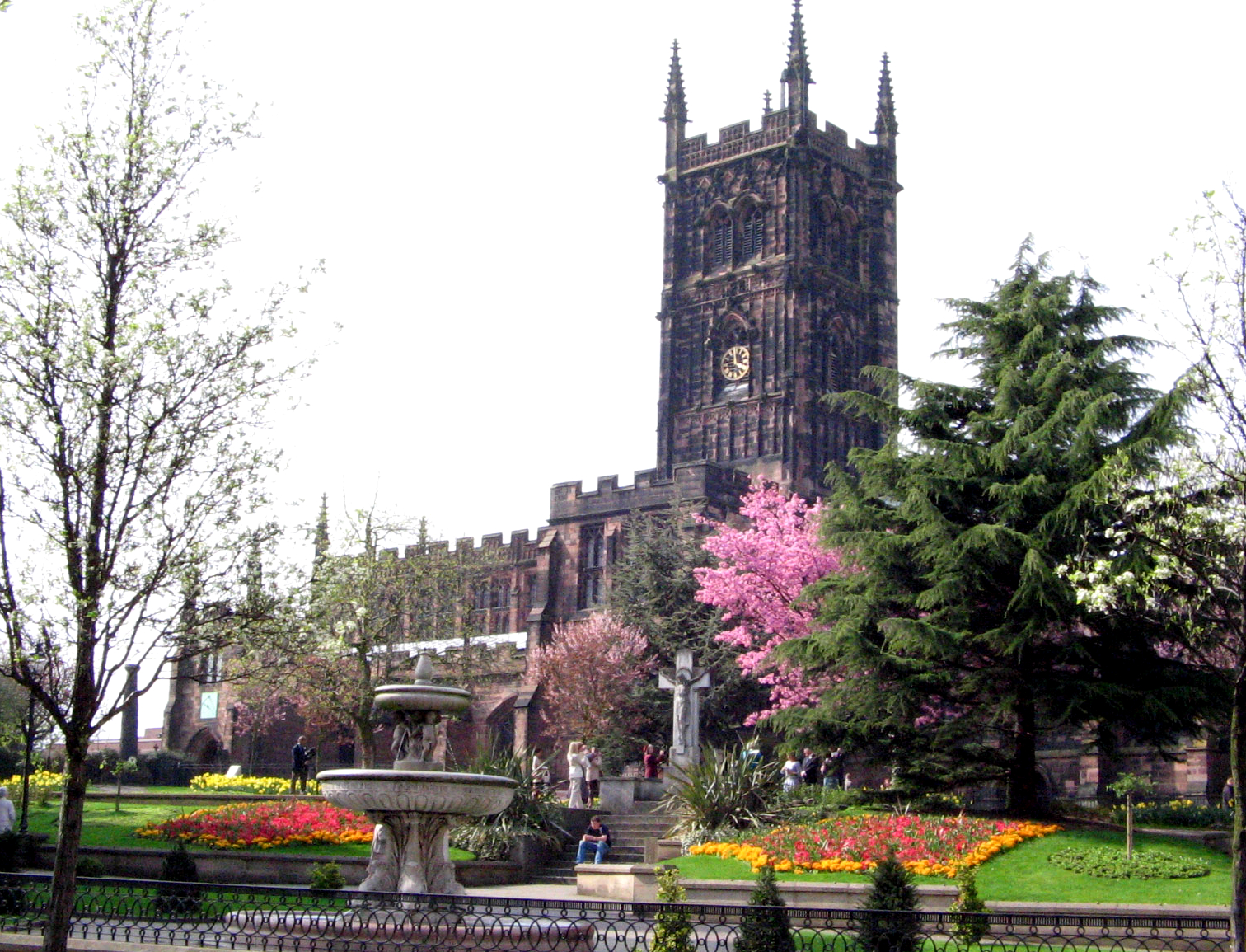
St Peter’s Collegiate Church

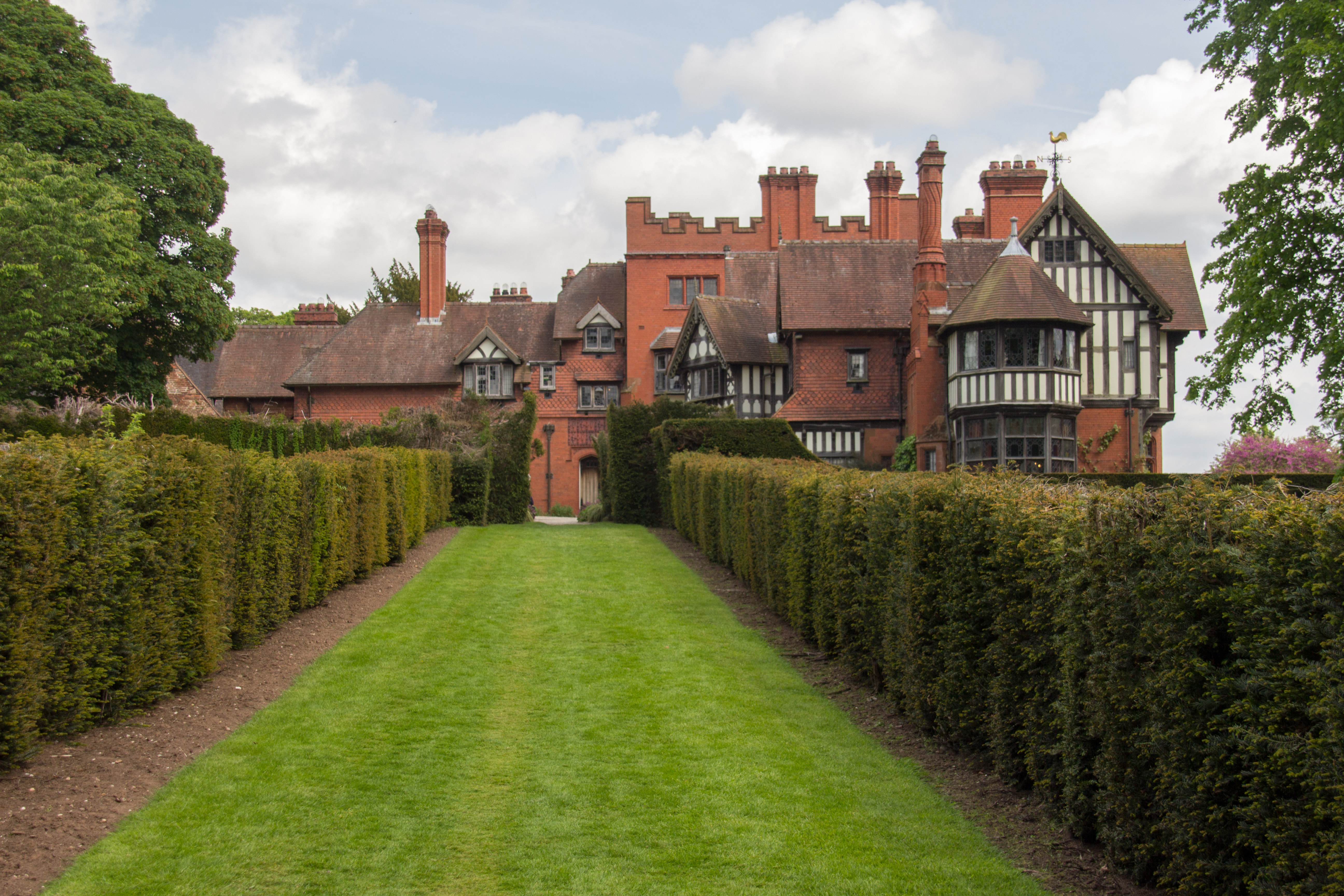
Wightwick Manor

Die St. Peter’s Collegiate Church steht am höchsten Punkt des Stadtzentrums. Ein Großteil des als Grade I listed building geführten Kirchenbaus datiert aus dem 15. Jahrhundert und ist von hohem architektonischen und historischen Interesse. Der Ursprung der Kirche geht auf das Jahr 1205 zurück.
Die 1760 eröffnete Kirche St. John befindet sich auf der Südseite der Innenstadt und wird als Grade I listed building geführt.
Der Komponist Herbert Wareing war von 1876 bis 1879 Organist der Kirche.
Das Wightwick Manor ist ein im Westen der Stadt stehendes viktorianisches Herrenhaus, welches eines der wenigen noch heute existenten Bauwerke ist, die im Einfluss des Arts and Crafts Movement erbaut wurden. Das Haus besaß eine erfolgreiche Industriellenfamilie des 19. Jahrhunderts. Das als Grade I listed building geführte Gebäude wurde in zwei Schritten bis 1887 und bis 1893 erbaut.
Das Molineux Hotel ist eine ehemalige Villa, die früher als Hotel genutzt wurde und heute das städtische historische Archiv beherbergt. Das in der Innenstadt stehende Gebäude wird als Grade II* listed building geführt. Es wurde um 1720 erbaut und im 18. und 19. Jahrhundert mehrfach erweitert. 1860 wurde das Gelände um das Gebäude herum der Öffentlichkeit zugänglich gemacht und zum ersten öffentlichen Stadtpark umgestaltet. Jahre später wurde das Gelände an den Fußballverein Wolverhampton Wanderers verpachtet. 1889 wurde darauf das Molineux Stadium errichtet.
Am Queen Square steht die 1866 errichtete Statue von Albert von Sachsen-Coburg und Gotha. Dieses weithin sichtbare Wahrzeichen der Stadt wird im Volksmund auch „The Man on the Horse“ genannt.

### Parks
Öffentliche Parkanlagen in Wolverhampton sind unter anderem der East Park, der West Park, der Bantock Park, der Wrightwick Family Park, der Valley Park, der Fallings Park und der Heath Town Park.

### Sport

#### Fußball

Wolverhampton Wanderers

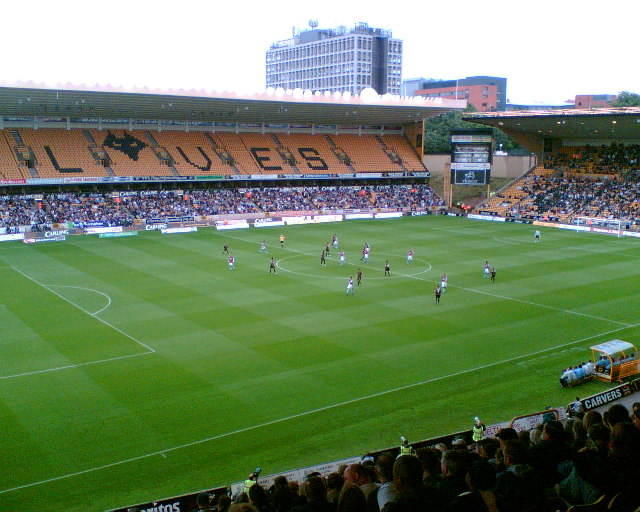
Molineux Stadium

Wolverhampton wird im englischen Fußball von den Wolverhampton Wanderers vertreten. Der Verein, der heute in der Premier League spielt, war 1888 eines der Gründungsmitglieder der Football League, der damals höchsten Spielklasse. Seine größten Erfolge erzielte der Klub in den 1950er Jahren, als drei nationale Meisterschaften und zwei FA-Cup-Titel gewonnen wurden. Die Wanderers gehörten zu den ersten Mannschaften, die an der Austragung von internationalen Spielen beteiligt waren und spielten als erstes englisches Team überhaupt in der Sowjetunion. 1967 gewannen die Wolves als Los Angeles Wolves zudem den einzigen Titel in der nordamerikanischen United Soccer Association.
Insgesamt gewann der Verein drei nationale Meisterschaften, vier FA-Cup-Titel sowie zwei League-Cup-Titel. Zudem wurde 1972 sogar das Finale des UEFA-Pokals erreicht. Zwischen 1984 und 2009 verbrachte der Klub jedoch nur eine Saison in der höchsten englischen Spielklasse, ansonsten musste er in den englischen Profiligen zwei bis vier antreten. Nach drei Saisonen in der ersten Liga mussten die Wolverhampton Wanderers 2012 wieder in die zweite Liga absteigen. Die Wolves sind der einzige Verein, der in allen vier Ligen die Meisterschaft gewinnen konnte. Die Heimspielstätte der Wolves ist seit 1889 das Molineux Stadium mit einer Kapazität von 31.750 Zuschauerplätzen.
Zu den bekanntesten Spielern der Wolves gehör(t)en Billy Wright, Bert Williams, Johnny Hancocks, Dicky Dorsett, John Richards, Geoff Palmer, Emlyn Hughes, Wayne Clarke, Steve Bull sowie die Eigengewächse Robbie Keane, Joleon Lescott und Wayne Hennessey. Zu den bekanntesten Trainern der Mannschaft gehörten Stan Cullis (der zuvor als Spieler auftrat), Bill McGarry, John Barnwell, Tommy Docherty, Graham Turner, Graham Taylor, Dave Jones, Glenn Hoddle und Mick McCarthy. Taylor und Hoddle trainierten zudem die englische Fußballnationalmannschaft und McCarthy die irische Nationalelf, bevor sie bei den Wolves ihren Dienst antraten.
Außerdem existiert in der Stadt noch der in der zehntklassigen West Midlands (Regional) League Premier Division spielende Amateurverein Wolverhampton Casuals.

#### Leichtathletik
Der Wolverhampton & Bilston Athletics Club ist im Aldersley Leisure Village beheimatet. Er entstand 1967 durch die Fusion der Wolverhampton Harriers mit dem Bilston Town Athletic Club. Der Verein gewann die National League Division One von 1975 bis 1982 sowie die Pokalfinals 1976, 1977, 1979 und 1980. Er vertrat Großbritannien von 1976 bis 1983 zudem im European Clubs Cup. Medaillengewinner aus Wolverhampton sind Denise Lewis, Tessa Sanderson, Kathy Smallwood-Cook, Garry Cook und Sonia Lannaman.

#### Motorsport

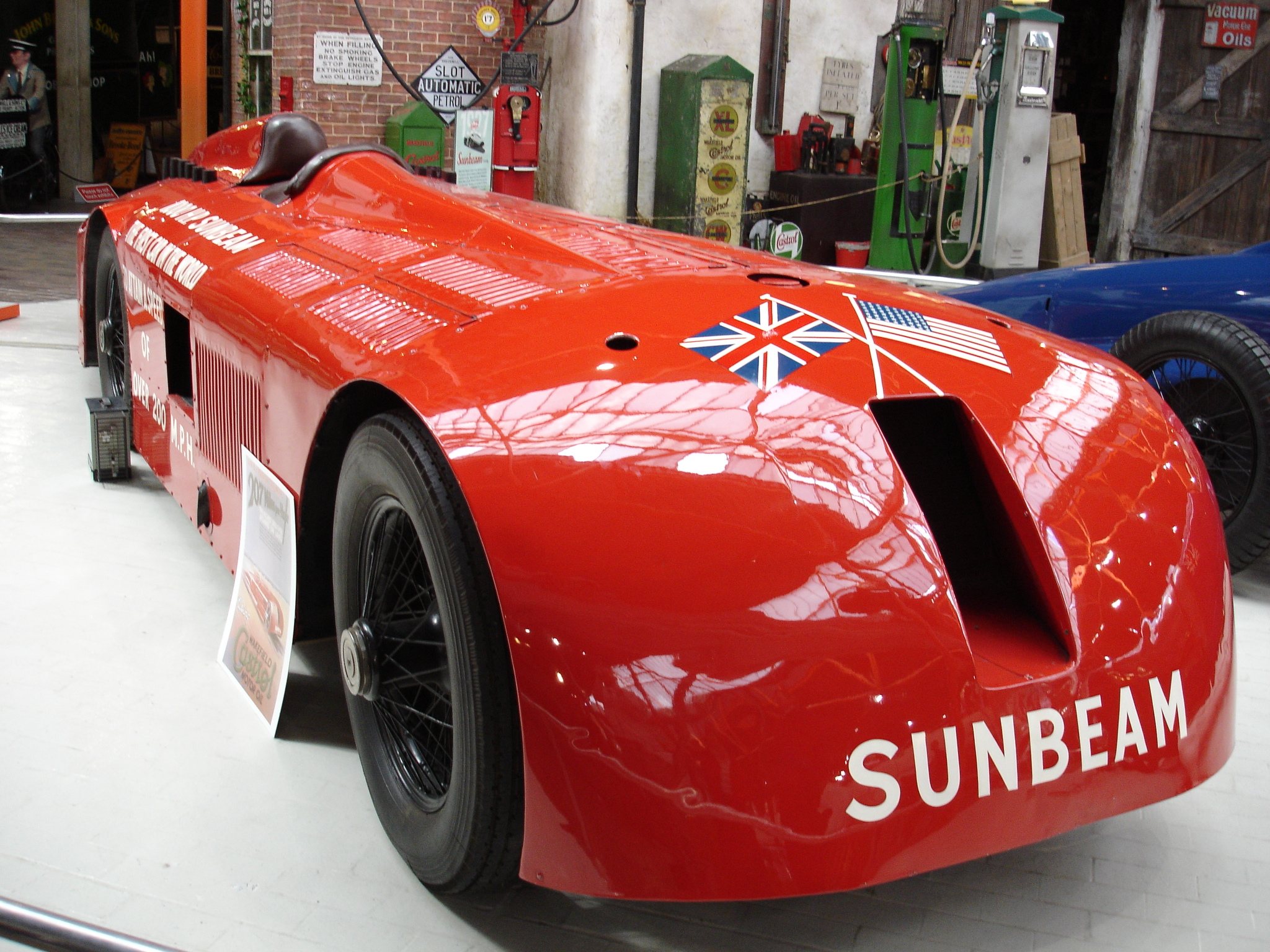
Sunbeam 1000HP im National Motor Museum in Beaulieu, nahe Southampton, Hampshire

Der Sieger der 1970er Auflage der 24 Stunden von Le Mans Richard Attwood kommt aus Wolverhampton.
Der in Wolverhampton ansässige Fahrzeughersteller Sunbeam baute zahlreiche Rennwagen im frühen Motorsport, darunter das einzige britische Fabrikat, welches einen Grand Prix in der ersten Hälfte des 20. Jahrhunderts gewinnen konnte. Außerdem baute Sunbeam verschiedene Fahrzeuge, die zwischenzeitlich einen neuen Landgeschwindigkeitsrekord aufstellten. Darunter befindet sich der rechts abgebildete Sunbeam 1000hp, der 1927 die 200-mph-Grenze (322 km/h) überwand.
Der ebenfalls in Wolverhampton ansässige Automobilhersteller Kieft Cars erbaute in den frühen 1950er Jahren Rennwagen für die Formel 3. Ihr bester Fahrer war der später in der Formel 1 erfolgreiche Stirling Moss.
Der in Wolverhampton gegründete Motorradhersteller A.J.S. nahm vor und nach dem Zweiten Weltkrieg an zahlreichen Motorrad-Rennwettbewerben teil. 1949 konnte sogar mit dem Fahrer Leslie Graham sowohl die Fahrer- als auch die Herstellerwertung in der 500-cm³-Klasse der Motorrad-Weltmeisterschaft gewonnen werden.
Im Speedway-Sport wird die Stadt von den Wolverhampton Wolves vertreten, die in der Speedway Elite League antreten. Ihr Heimatrennkurs ist das Monmore Green Stadium, welches zu den ältesten (seit 1928) in Betrieb befindlichen Rennbahnen der Welt gehört. Berühmte Rennfahrer der Wolves waren unter anderem Ole Olsen (Einzel-Weltmeister 1971 und 1975) Sam Ermolenko (Weltmeister 1993) und Tai Woffinden (Weltmeister 2013).

#### Pferdesport
Die Galopprennbahn von Wolverhampton befindet sich nördlich des Stadtzentrums. Es ist die einzige mit Flutlicht ausgestattete Rennbahn von Großbritannien. Außerdem werden im Monmore Green Windhundrennen ausgetragen.

#### Radsport
Die Wolverhampton Wheelers wurden 1891 gegründet und sind der älteste Radsportverein der Stadt. Es war der Heimatverein von Hugh Porter, der vier Medaillen bei Rad-Weltmeisterschaften gewann sowie von Percy Stallard, der 1942 mit dem Rennen von Llangollen nach Wolverhampton den Radrennsport nach Großbritannien brachte. Der Verein nutzt regelmäßig auch das Velodrom am Aldersley Stadium.
Wolverhampton war zudem mehrmals Gastgeber der Tour of Britain: 2006 war die Stadt ein Etappenstartort, 2007 ein Etappenziel und 2008 das Ziel einer Sprintetappe.

#### Darts
Seit 2006 trägt die Professional Darts Corporation (PDC) den Grand Slam of Darts in der Civic Hall von Wolverhampton aus. Das Besondere an dem Turnier war, bis zur Insolvenz der BDO im Jahr 2020, das gemeinsame Antreten von Major-Siegern beider Weltverbände PDC und BDO (British Darts Organisation).

#### Hindernislauf
In der Nähe von Wolverhampton findet jährlich das Tough Guy Race statt. Der Lauf gilt als erster ziviler Hindernislauf.

#### Snooker
Im Aldersley Leisure Village wurden als wichtige Ranglistenturniere im Snooker in den Jahren 2022 und 2023 die Players Championship ausgetragen.

## Wirtschaft und Infrastruktur

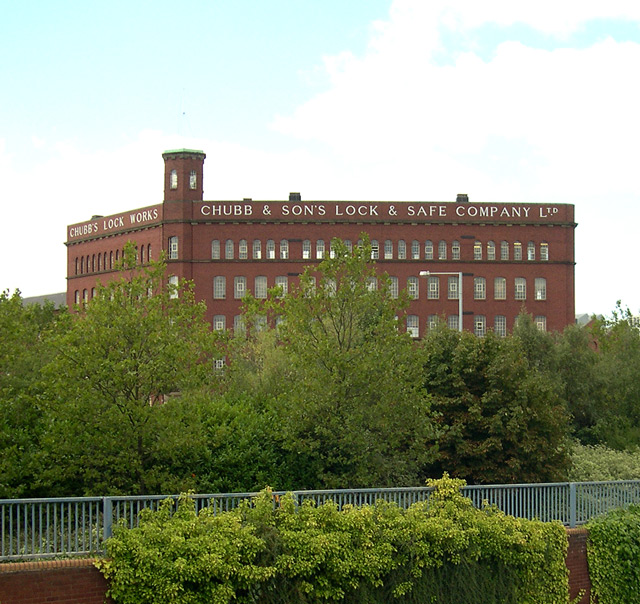
The Chubb Building, Fryer Street

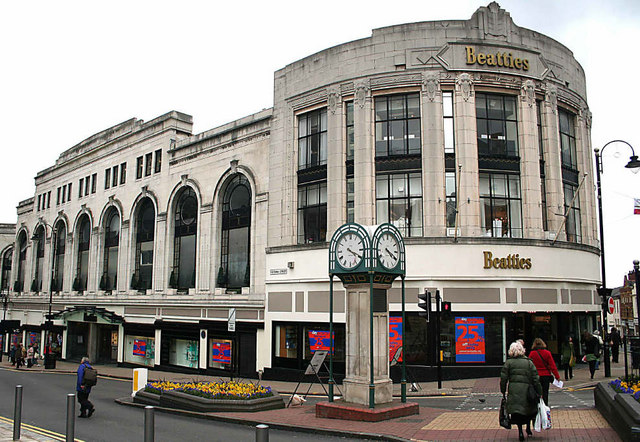
Beatties Wolverhampton

Wolverhampton ist traditionell von den Ingenieurwissenschaften und produzierenden Industrien geprägt. Der Dienstleistungssektor ist jedoch stetig gewachsen und erreichte 2008 einen Beschäftigungsanteil von 74,9 %. Darunter fallen die öffentliche Verwaltung, die Erziehung und der Gesundheitsbereich (32,8 %) sowie Vertrieb, das Hotel- und Gaststättengewerbe (21,1 %) und die Finanz- und IT-Branche (12,7 %). Das produzierende Gewerbe besitzt mit 12,9 % den größten Beschäftigungsanteil außerhalb des Dienstleistungssektors. Insgesamt 5,2 % aller Beschäftigten arbeiten in der Tourismusbranche.
Das Wolverhampton City Council ist mit über 12.000 Beschäftigten der größte Arbeitgeber.
Wolverhampton war 2006 das viertgrößte Zentrum des Einzelhandels in der Region West Midlands. In diesem Jahr wurde ein Umsatz von £384 Mio. erzielt. Bis 2015 soll die Stadt auf Rang 2 aufsteigen.
In Wolverhampton ansässige Firmen sind oder waren unter anderem die Fahrzeugbauer A.J.S., Clyno, Guy Motors, Kieft Cars, Norton Motorcycles, Sunbeam Car Company, Sunbeam Motorcycles, der Flugzeughersteller Boulton Paul Aircraft sowie der Reifenproduzent Goodyear Tire & Rubber Company.
Goodyear gründete 1927 im Stadtteil Fordhouses eine Fabrik zur Reifenproduktion. Im Jahr 2003 wurde jedoch die Schließung des Betriebs im Folgejahr beschlossen, was den Verlust von 400 Arbeitsplätzen bedeutete. Bereits in der Zeit nach 1997 wurden schrittweise etwa 2.000 Stellen abgebaut.
Die Arbeitslosenquote lag im Borough im November 2007 bei 4,7 %. Besonders hoch war die Quote in den Bezirken Ettingshall, St Peter’s und Heath Town mit über 7 %. In den Bezirken Penn, Tettenhall Wightwick and Tettenhall Regis lag sie bei unter 3 %.

### Verkehr

#### Individualverkehr
Wolverhampton befindet sich in der Nähe mehrerer Autobahnen, die alle im Umkreis von etwa zehn Kilometern an der Stadt vorbeiführen:

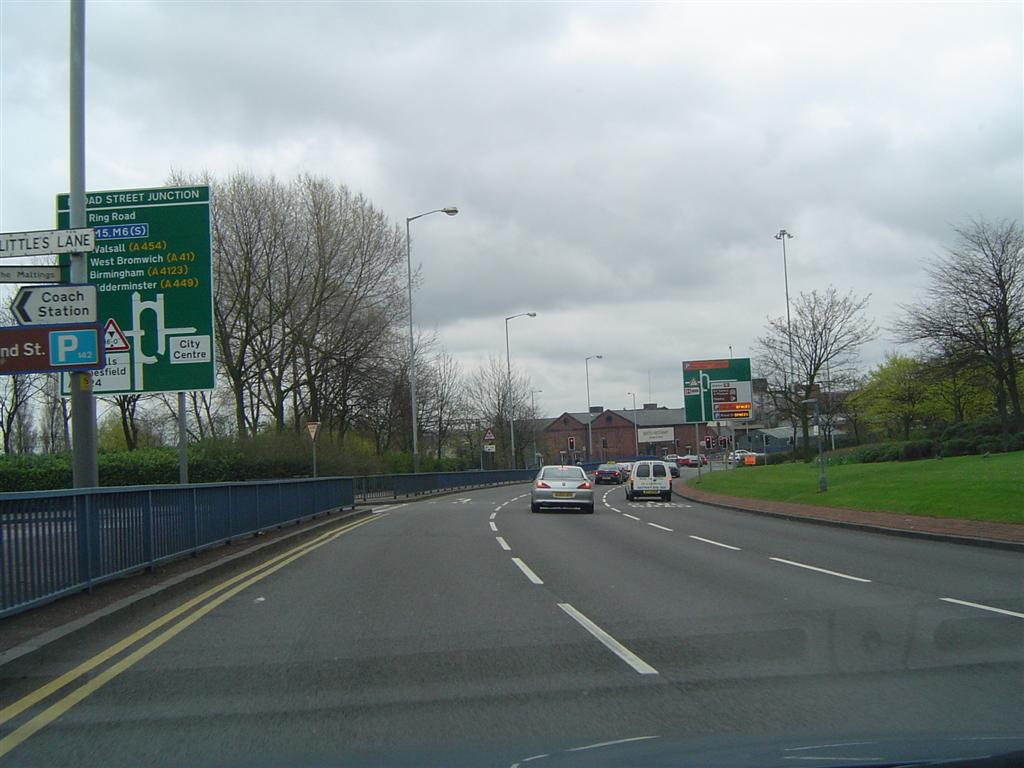
Ringstraße Wolverhampton

- Der M6 verbindet die Stadt mit den Ballungszentren von Manchester und Liverpool und führt weiter an die schottische Grenze. Im Südosten trifft der M6 bei Rugby auf den M1, mit dem Anschluss nach London besteht. Der Abschnitt bei Wolverhampton ist einer der meistbefahrenen Strecken des Vereinigten Königreichs.[61]
- Der M5 zweigt östlich der Stadt vom M6 ab und führt nach Südwesten über Bristol bis nach Exeter.
- Der M54 zweigt nördlich der Stadt vom M6 ab und führt nach Telford; anschließend setzt sich die Strecke als A5 über Shrewsbury bis ins walisische Bangor fort.

Wolverhampton besitzt einen City-Ring, der den Durchgangsverkehr von der eigentlichen Innenstadt fernhält. Folgende A-Straßen sind Teil des Rings: Die A41 (London–Birkenhead), die A449 (Stafford–Ross-on-Wye), die A454 (Bridgnorth–Sutton Coldfield) sowie die A4123 nach Birmingham. Die A4123 wurde 1927 eröffnet und gilt als die erste Überlandverbindung in GB, die eigens zum Zweck des Straßenverkehrs erbaut wurde.

#### Schienen- und Busverkehr

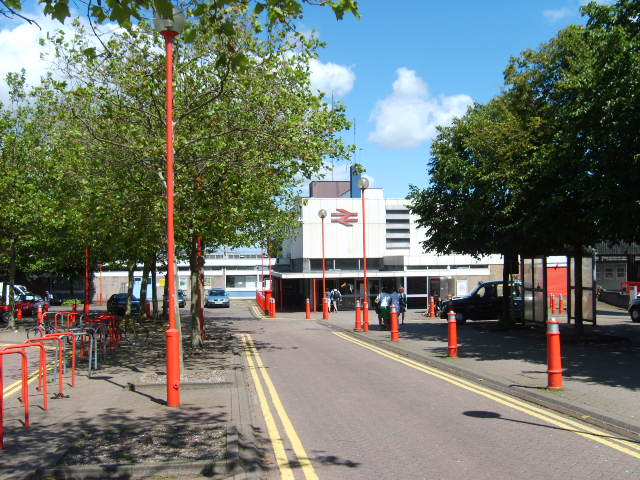
Bahnhof Wolverhampton

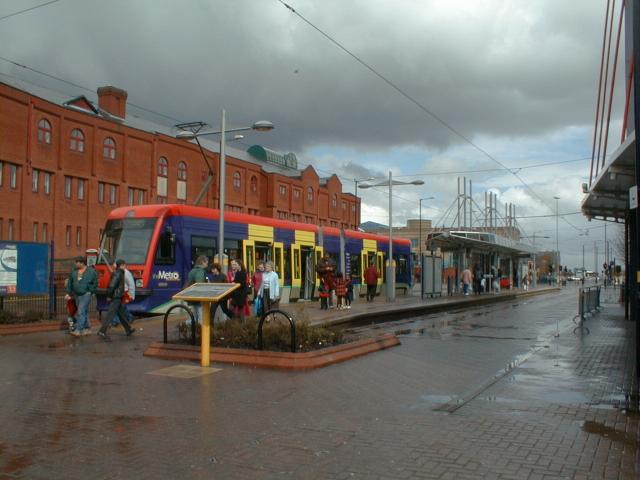
Midland Metro, Endstation Wolverhampton St George’s

Der Bahnhof Wolverhampton befindet sich an der West Coast Main Line mit direktem Anschluss nach London, Birmingham, Manchester und einigen anderen Städten auf der Insel. Im Zuge eines Projektes, das Wolverhampton Interchange genannt wird, wird der Bahnhof derzeit bis 2012 umgebaut.
Neben der Fernanbindung existieren einige Linien von regionaler Bedeutung, so zum Beispiel auf der Cambrian Line (nach Newtown), auf der Bahnstrecke nach Walsall, auf der Strecke nach Shrewsbury und auf der Bahnstrecke Rugby–Birmingham–Stafford.
Der zentrale Busbahnhof befindet sich direkt neben dem Bahnhof, was ein schnelles Umsteigen zwischen Bus und Bahn ermöglicht. Im Zuge der Umgestaltung des Bahnhofs wird auch der Busbahnhof komplett umgebaut. Der Umbau sieht zudem die Errichtung neuer Wohn- und Einkaufsmöglichkeiten nebenan vor; 2011 soll dieser Bereich fertiggestellt sein.
Das Busnetz wird von der West Midlands Passenger Transport Executive betrieben; der Anbieter der meisten Buslinien in der Stadt ist National Express West Midlands. Neben zahlreichen innerstädtischen Linien verkehren Busse auch ins nahe Birmingham, Dudley, Walsall, Sedgley, Bilston, Willenhall und Bloxwich.

##### Midland Metro
Die Midland Metro ist eine 1999 eröffnete Regionalstadtbahn, die aus einer 20,2 km langen Linie besteht und von Wolverhampton über West Bromwich und Wednesbury zum Bahnhof Birmingham Snow Hill führt. Es sind Erweiterungen wie eine innerstädtische Tramlinie sowie eine Linie nach Walsall über Wednesfield und Willenhall geplant.

#### Luftverkehr
Ursprünglich befand sich bei Pendeford, einem heutigen Stadtteil Wolverhamptons ein Flughafen, der von 1938 bis 1970 in Betrieb war. Gegenwärtig befindet sich 13 km südwestlich des Stadtzentrums außerhalb der Grenze von Wolverhampton der Flughafen Wolverhampton. Mit dem Auto ist der Flughafen Manchester (ca. 100 km entfernt) aufgrund des oft dichten Verkehrs auf dem M6 im Raum Birmingham teilweise schneller zu erreichen.

#### Sonstiger Verkehr
Im Stadtgebiet existieren zwar keine schiffbaren Flüsse, dafür aber ist Wolverhampton durch drei Kanäle erschlossen: Der Birmingham Main Line-Kanal, der Staffordshire-Worcestershire-Kanal sowie der Wyrley-Essington-Kanal. Der industrielle Nutzen der Kanäle ist heute nur noch gering, und so werden sie heute überwiegend touristisch genutzt.
Die meisten Orte innerhalb des Borough sowie einige Dörfer in South Staffordshire sind leicht mit dem Rad zu erreichen, dabei sind in der Regel nur geringe Steigungen zu bewältigen. Der Radverkehr in der Innenstadt profitiert von der 20-mph-Zone (32 km/h), die innerhalb des City-Rings eingerichtet wurde. Wolverhampton befindet sich an der Route 81 des National Cycle Network von Smethwick nach Telford.

### Gesundheitswesen
Das New Cross Hospital stellt mit etwa 700 Betten das größte Krankenhaus in der Region dar und dient der University of Birmingham als Lehrkrankenhaus. Es wurde 1903 ursprünglich als Armenhaus in dem östlichen Stadtteil Wednesfield eröffnet und wird seit 1994 vom Royal Wolverhampton NHS Trust getragen.

### Medien
In Wolverhampton ist die Tageszeitung Express & Star beheimatet, die von sich selbst behauptet, das größte Einzugsgebiet einer regionalen Abendzeitung im Vereinigten Königreich zu besitzen.
In der Stadt haben die vier Radiostationen WCR FM, 107.7 The Wolf, Beacon Radio und Classic Gold WABC ihren Sitz.

## Persönlichkeiten

### Söhne und Töchter der Stadt

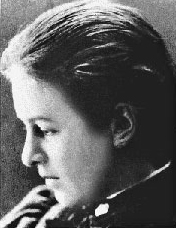
Evelyn Underhill

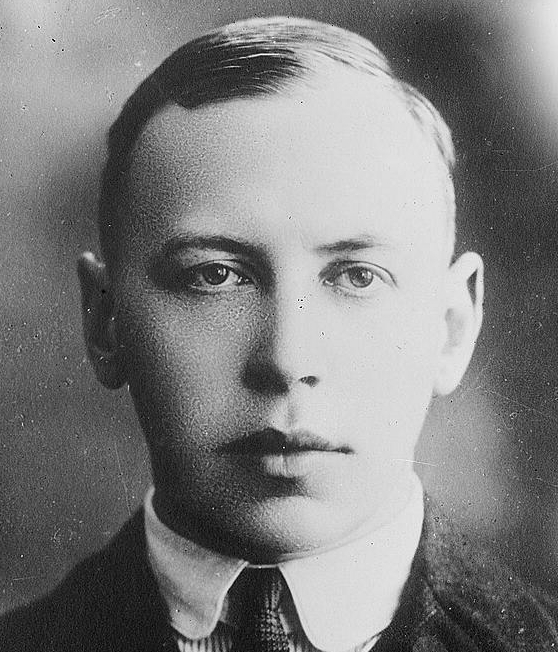
Alfred Noyes

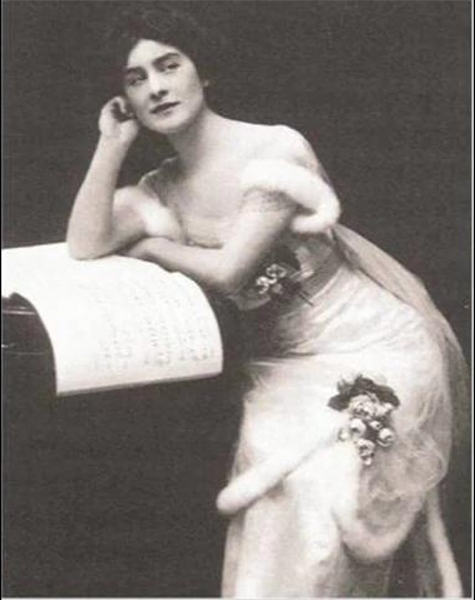
Maggie Teyte

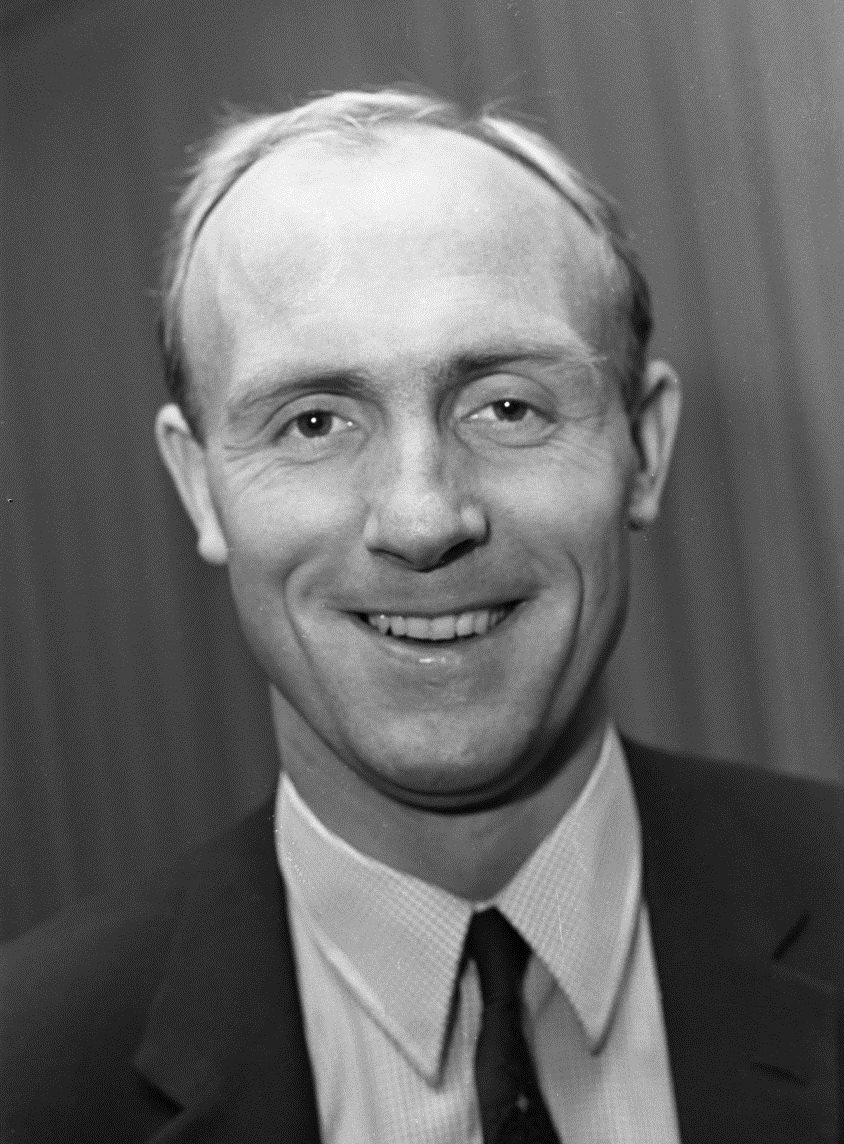
Don Howe

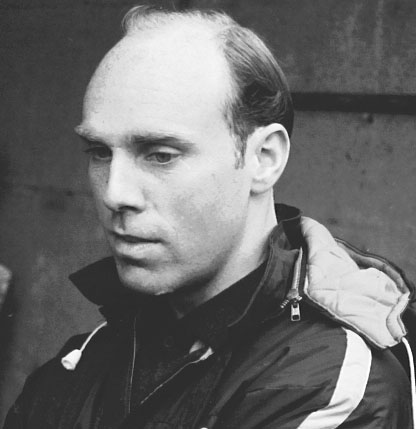
Richard Attwood

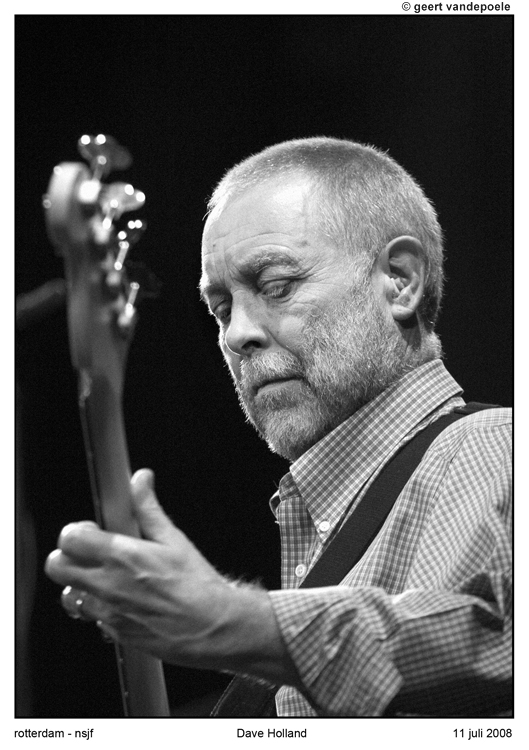
Dave Holland

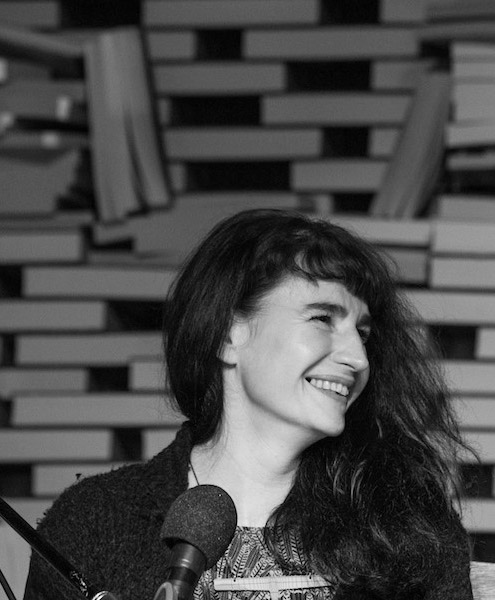
Sarah Lotz

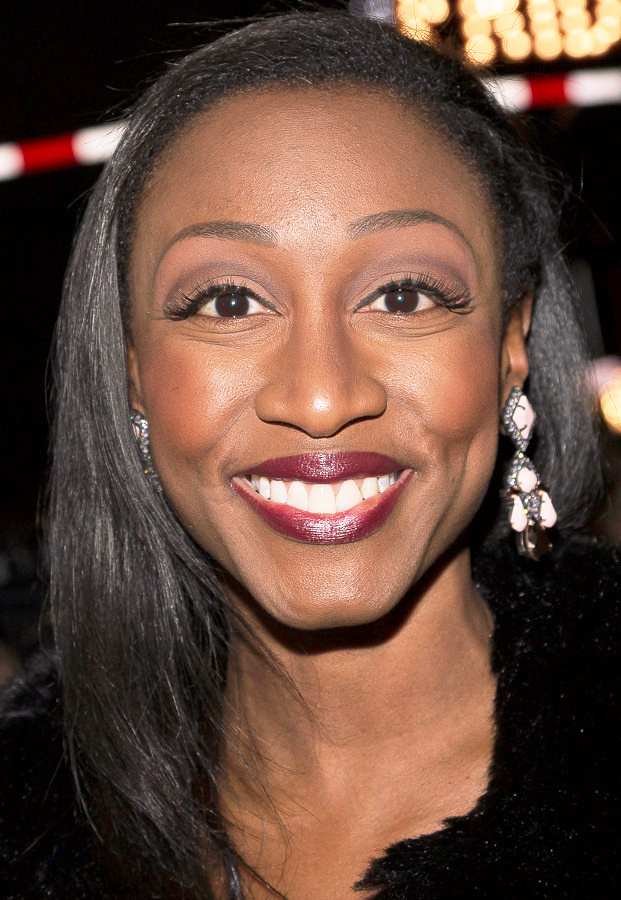
Beverley Knight

Liam Payne

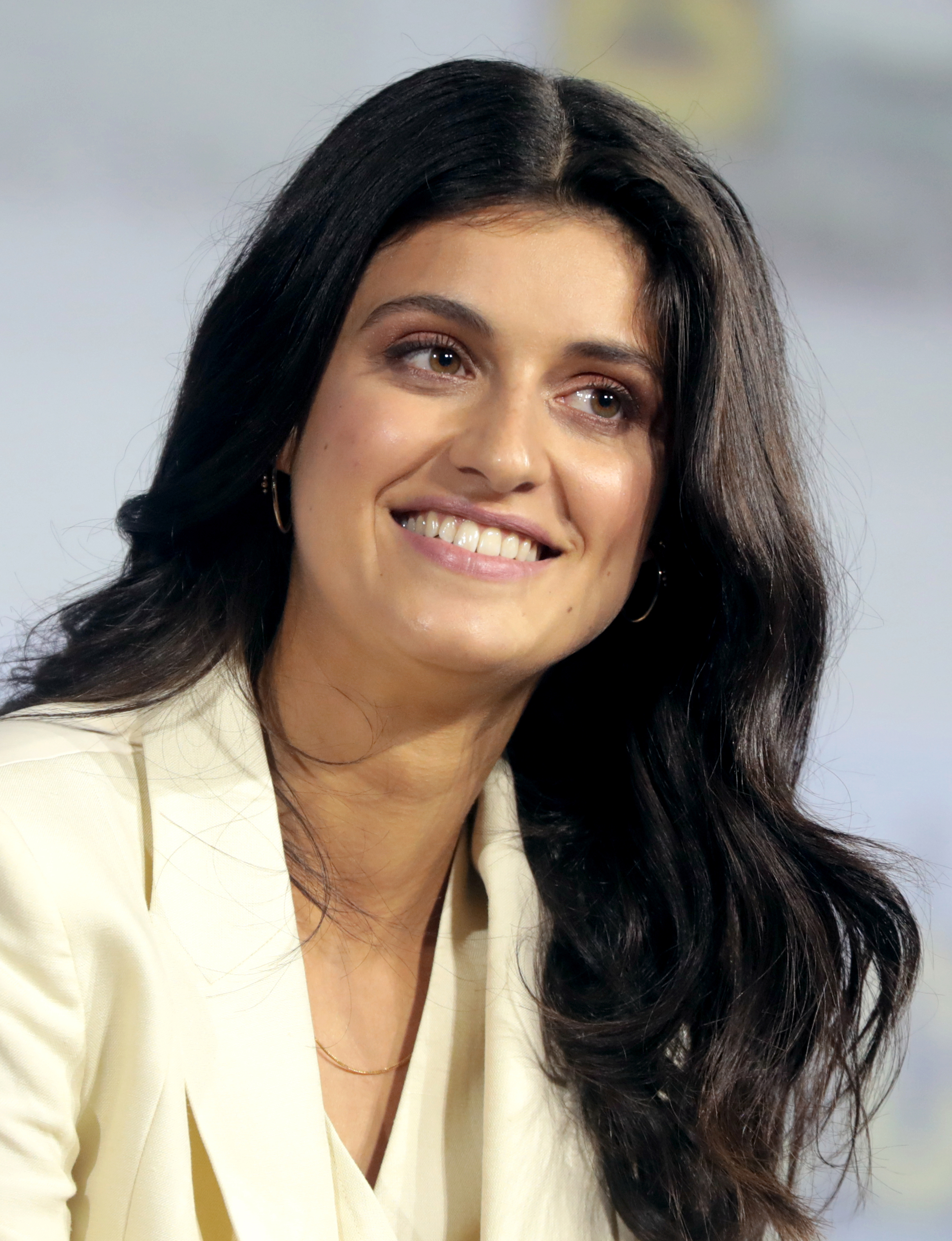
Anya Chalotra

#### Bis 1930
- Jonathan Wild (1683–1725), einer der berüchtigtsten Kriminellen Englands
- Catherine Eddowes (1842–1888), Opfer des Serienmörders „Jack the Ripper“
- James Gorman (1859–1929), US-amerikanischer Sportschütze
- William Bidlake (1861–1938), Architekt
- Dickie Baugh (1864–1929), Fußballspieler
- Charles Jones (1866–1959), Gärtner und Fotograf
- Thomas John I’Anson Bromwich (1875–1929), Mathematiker und Physiker
- Evelyn Underhill (1875–1941), anglokatholische Mystikerin
- Alfred Noyes (1880–1958), Dichter
- Arthur Arrowsmith (1881–1948), Fußballspieler
- Geoffrey Mander (1882–1962), Politiker der Liberal Party, Industrieller und Mäzen
- Ernest Cox (1883–1959), Ingenieur und Unternehmer
- Fred Pentland (1883–1962), Fußballspieler und -trainer
- Edgar Page (1884–1956), Hockey- und Cricketspieler
- Herbert Westren Turnbull (1885–1961), Mathematiker
- Miles Mander (1888–1946), Schauspieler, Regisseur, Drehbuchautor und Filmproduzent
- Maggie Teyte (1888–1976), Sopranistin
- Jack Coia (1898–1981), Architekt und Hochschullehrer
- Billy Hartill (1905–1980), Fußballspieler
- Percy Stallard (1909–2001), Radrennfahrer
- Sam Bullock (1913–1978), Fußballspieler
- George Bullock (1916–1943), Fußballspieler
- Reg Allen (1917–1989), Filmausstatter und Requisiteur
- Bob Thom (1917–2004), Radrennfahrer
- Jack Rowley (1918–1998), Fußballspieler und -trainer
- Jack Hayward (1923–2015), Geschäftsmann
- Ray Chatham (1924–1999), Fußballspieler
- Alan Mackay (1926–2025), Physiker
- John Rhodes (* 1927), Autorennfahrer
- Justin Cyril Bertrand Gosling (* 1930), Philosophiehistoriker
- John Taylor (1930–2012), Fußballschiedsrichter

#### 1931 bis 1950
- Philip Pargeter (* 1933), Geistlicher und emeritierter Weihbischof in Birmingham
- Don Howe (1935–2015), Fußballspieler und -trainer
- Bill Asprey (1936–2025), Fußballspieler und -trainer
- Alan Barrett (1938–1991), Kostümbildner
- Rachael Heyhoe Flint, Baroness Heyhoe Flint (1939–2017), Cricketspielerin
- Richard Attwood (* 1940), Autorennfahrer
- Tony Pitt (1940–2021), Jazzmusiker
- Hugh Porter (* 1940), Radrennfahrer
- David Watkins (Goldschmied) (* 1940), Goldschmied, Bildhauer, Medailleur, Hochschullehrer und Jazzmusiker
- Vic Pitt (1941–2021), Jazzmusiker
- Michael Denis Gale (1943–2009), Pflanzengenetiker
- Margaret Lee (1943–2024), Schauspielerin
- Mick Stallard (1944–2002), Radrennfahrer
- Paul Willis (* 1945), Kultursoziologe und Volkskundler
- Dave Holland (* 1946), Jazz-Bassist und Komponist
- David Siveter (* 1946), Paläontologe
- Derek Siveter (* 1946), Paläontologe
- Michael Dibdin (1947–2007), Krimi-Autor und Schriftsteller
- John Cooper (* 1948), Autorennfahrer
- Nigel Bennett (* 1949), britisch-kanadischer Schauspieler
- Helene Hayman, Baroness Hayman (* 1949), Politikerin
- Jim Lea (* 1949), Bassist der Band Slade
- Roger Davies (* 1950), Fußballspieler

#### 1951 bis 1970
- Trevor Gadd (* 1952), Radrennfahrer
- Stuart Baxter (* 1953), Fußballspieler und -trainer
- Stephen Byers (* 1953), Politiker der Labour Party
- Verona Elder (* 1953), Sprinterin
- Kevin Rowland (* 1953), Sänger, Komponist und Bandleader
- Mark O’Shea (* 1956), Herpetologe, Fotograf, Autor, Dozent und Fernsehmoderator
- Vyto Ruginis (* 1956), US-amerikanischer Schauspieler
- Sean O’Driscoll (* 1957), irischer Fußballspieler und -trainer
- Frances Barber (* 1958), Theater- und Filmschauspielerin
- Narinder Dhami (* 1958), Kinder- und Jugendbuchautorin
- Nigel Slater (* 1958), Journalist, Koch und Autor
- Gary Williams (* 1960), Fußballspieler
- Paul Raven (1961–2007), Bassist
- Densign White MBE (* 1961), Judoka
- Kerrith Brown (* 1962), Judoka
- Simon Hart (* 1963), Politiker
- Alison Etheridge (* 1964), Mathematikerin
- Maria Miller DBE (* 1964), Politikerin der Conservative Party
- Richard Nerurkar (* 1964), Langstreckenläufer
- Goldie (* 1965), DJ und Produzent
- Wayne Jones (* 1965), Dartspieler
- Macka B (* 1966), Reggaekünstler
- Al Barrow (* 1968), Bassist (Magnum)
- Nick Fullwell (* 1969), Dartspieler
- Spencer Dunkley (* 1969), Basketballspieler
- Bill Etheridge (* 1970), Politiker

#### Ab 1971
- Sarah Lotz (* 1971), Drehbuchautorin und Schriftstellerin
- Peter Peake (* 1971), Animator und Filmregisseur
- Karl Keska (* 1972), Langstreckenläufer
- Beverley Knight (* 1973), R&B-/Soul-Sängerin
- Carina Round (* 1979), Rocksängerin, Songschreiberin, Gitarristin und Musikerin
- Jonathan Kemp (* 1981), Squashspieler und -trainer
- Trent Seven (* 1981), Wrestler
- Karl Henry (* 1982), Fußballspieler
- Robert Jenrick (* 1982), Politiker der Conservative Party
- Nathan Talbott (* 1984), Fußballspieler
- Leon Clarke (* 1985), Fußballspieler
- Keith Lowe (* 1985), Fußballspieler
- Richard Stearman (* 1987), Fußballspieler
- Andrew Tennant (* 1987), Radsportler
- Mark Davies (* 1988), Fußballspieler
- Ross Draper (* 1988), Fußballspieler
- Kristian Thomas (* 1989), Kunstturner
- Andre Gray (* 1991), englisch-jamaikanischer Fußballspieler
- Ashley Hemmings (* 1991), Fußballspieler
- Jake Jervis (* 1991), Fußballspieler
- Sam Morsy (* 1991), ägyptisch-englischer Fußballspieler
- Sam Winnall (* 1991), Fußballspieler
- Connor Goldson (* 1992), Fußballspieler
- Liam Payne (1993–2024), Sänger der Boyband One Direction
- Matthew Hudson-Smith (* 1994), Leichtathlet
- Scarlxrd (* 1994), Rapper, Sänger, Musiker und YouTuber
- Anya Chalotra (* 1995/96), Schauspielerin
- Austin Samuels (* 2000), Fußballspieler
- Henry Searle (* 2006), Tennisspieler

### Persönlichkeiten, die vor Ort gewirkt haben
In Wolverhampton wirkende Politiker waren und sind unter anderem Enoch Powell, Sir Charles Pelham Villiers und Helene Hayman, Baroness Hayman, die erste Sprecherin des Britischen Oberhauses.
Bekannte, in der Stadt lebende Sportler waren und sind unter anderem die Fußballspieler Billy Wright, Steve Bull, Bert Williams und Jimmy Mullen, die Radrennfahrer Percy Stallard und Hugh Porter, die Schwimmerin Anita Lonsbrough, der Dartspieler Wayne Jones, der Autorennfahrer und 24 Stunden von Le Mans-Gewinner Richard Attwood, die Leichtathleten Tessa Sanderson und Denise Lewis sowie der Cricketspieler Vikram Solanki, der hier aufwuchs und in der Anfangszeit bei seinem Heimatverein Wolverhampton Cricket Club spielte.
Der Bildhauer, Maler und Medailleur Robert Jackson Emerson (1878–1944) wirkte ab 1910 in Wolverhampton.
Aus Wolverhampton stammen unter anderem die Schauspieler Nigel Bennett, Goldie, Frances Barber, Meera Syal und Eric Idle sowie die Musiker Noddy Holder, Dave Hill, Jamelia, Beverley Knight, Dave Holland, Maggie Teyte, Edward Elgar, Mitch Harris und Robert Plant.